# Аббас I Великий

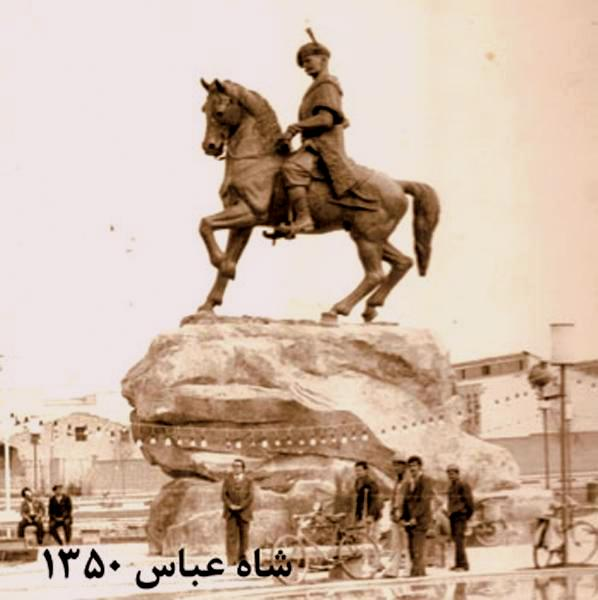
Статуя в Ісфагані, що була знесена після Ісламської революції 1979

Аббас I Великий (27 січня 1571, Герат, Персія — 19 січня 1629, Мазендеран) — шах  Ірану (1587–1628) з тюркської династії Сефевідів. Створив регулярне військо. Аббас намагався централізувати державу, проводив загарбницьку політику. Одержав перемоги у війнах із Бухарою та Османською імперією за Ірак, захопив Азербайджан, Ширван і Грузію, приєднав до Сефевідської держави Бахрейнські острови, відвоював у 1622 році у португальців місто-острів Ормуз та в афганців Кандагар.
Як правитель відзначався особливою жорстокістю і бузувірством. Зокрема, осліпив двох власних синів і вбив третього.
Його образ виведено у повісті Мірзи Фаталі Ахундова «Обдурені зірки».
1620 року розпочав карбування срібної монети аббасі, що широко вживалася на Близькому Сході, Індії та Африці до XVIII століття.